# Carmen Leccardi

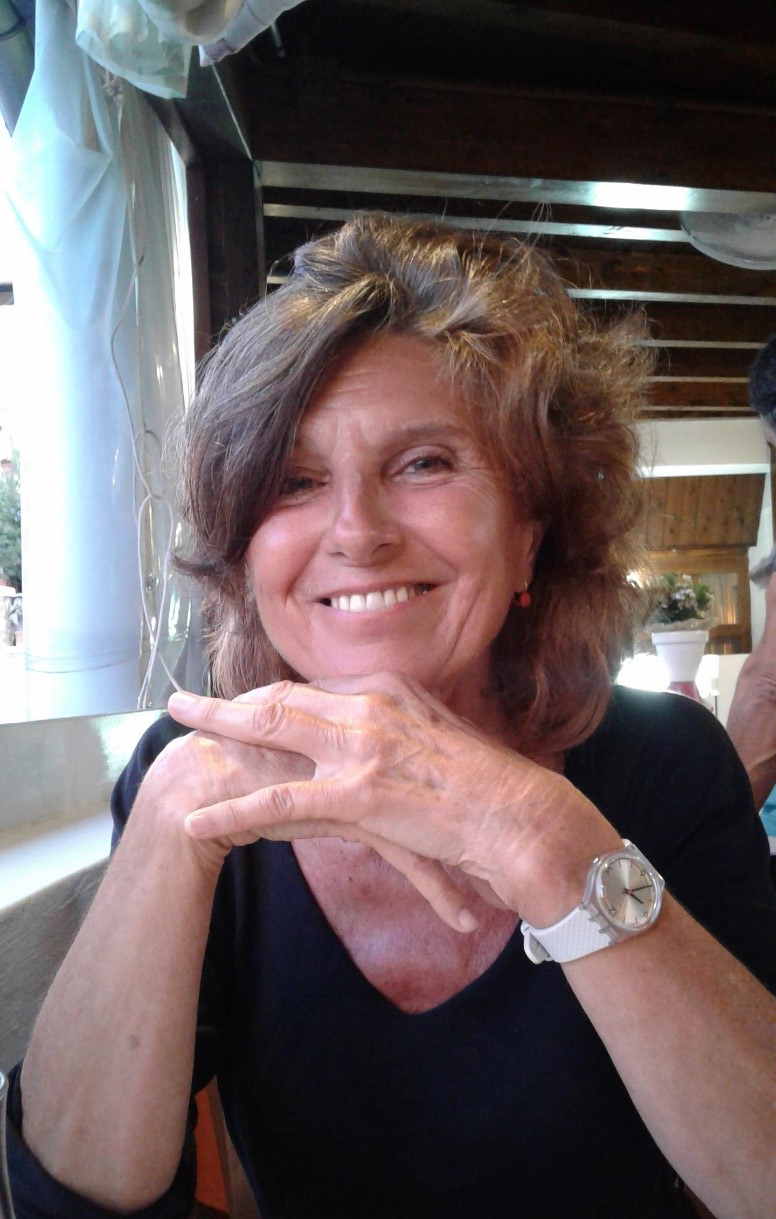
Carmen Leccardi

Carmen Leccardi (* 29. August 1950 in Verbania) ist eine italienische Soziologin.
Leccardi studierte Soziologie an der Universität Trient. Nach Forschungs- und Lehrtätigkeiten an der Universität Kalabrien lehrt sie seit 1995 an der Universität Mailand-Bicocca in Mailand, ab 2004 als Ordentliche Professorin für Kultursoziologie. Von 2013 bis 2015 amtierte sie als Präsidentin der European Sociological Association (ESA).
Ihre Forschungen gelten den Prozessen des kulturellen Wandels unter besonderer Berücksichtigung des Generationen- und Gender-Aspekts sowie der Zeitsoziologie.